# Maria di Francia (poetessa)
Maria di Francia (fl. 1160-1215) è stata una poetessa francese del Medioevo, celebre per i suoi lai (novelle in versi) scritti in antico francese.

## Biografia
Visse nella seconda metà del XII secolo e si crede sia stata badessa di un convento (probabilmente quello di Barking). La sua opera sviluppa le tematiche dell'amore cortese trascrivendo leggende della Materia di Britannia.
Prima scrittrice francese in assoluto, di lei non si sa praticamente nulla, se non ciò che essa stessa scrive nell'epilogo della sua opera: Marie ai num, si sui de France ("Il mio nome è Maria e sono di Francia"). È vissuta probabilmente alla corte di Enrico II d'Inghilterra ed Eleonora d'Aquitania.
Fu una delle prime donne a scrivere in lingua francese.

## Possibili identità di Maria di Francia
Numerose sono state le ipotesi proposte sulla possibile identificazione storica dell'autrice. Alcune delle possibili identità sono:
1. Marie di Meulan, ipotetica figlia di Garelan IV de Meulan, studioso e letterato cui è dedicata la Historia regum britannie, che però non risulta che avesse avuto una figlia di nome Marie. È esistita una badessa Marie di Meulan, ma sarebbe morta entro il 1000, mentre i Lais sono stati scritti fra il 1160 e il 1175.
2. Maria di Francia e contessa di Champagne, identificazione proposta da Emil Winkler.[4] Alimentò la rivolta ideologica contro l'amor cortese, grazie anche al contributo del "De amore" di Andrea Cappellano e il "Lancelot o Le chevalier de la charrette" di Chrétien de Troyes.
3. Marie d'Ostillie, badessa e secondo alcuni sorellastra di Enrico II, secondo altri figlia di un uomo di fiducia del re. Entrata in tenera età in convento, mentre la cultura  dell'Autrice dei Lais mostra chiaramente la sua vicinanza all'ambiente di corte di Enrico II e alle querelles letterarie coeve.
4. Marie di Blois, principessa d'Inghilterra, badessa del monastero di Romsey in pessimi rapporti con Enrico II. Non si spiegherebbe, quindi, oltre la vicinanza culturale all'ambiente di corte anche la dedica al "nobile re" presente nel prologo.
5. Marie, sorella di Thomas Becket, arcivescovo di Canterbury. Maria sarebbe diventata badessa del monastero di Barking, monastero che conservava la tomba della badessa sorella dell'arcivescovo. Quest'ipotesi è la più probabile perché innanzitutto è quella più compatibile coi dati anagrafici: la badessa non sarebbe entrata da piccola in convento, ma da vedova, secondo un uso molto diffuso all'epoca. In secondo luogo, i testi di Maria di Francia sono stati più volte trasmessi da manoscritti tramandanti testi strettamente legati a Thomas Becket.
6. Marie di Francia, secondo R. Baum, non è mai esistita e il suo nome è una pura invenzione letteraria che mette insieme un primo nome "Maria", che vuole indicare un'identità letteraria portatrice della cultura e dei valori cristiani, all'indicazione "de France", che non deve essere interpretata in senso geografico, ma culturale: l'autore si richiama direttamente alla cultura e ai valori celebrati in quello che era allora il centro culturale più prestigioso: Île de France. Tra gli studiosi che hanno fatto propria questa ipotesi, non è mancato chi ha veduto la raccolta di Lais come opera di diversi autori, cosa che stride notevolmente con la palese unità stilistica dell'opera.

## Le opere letterarie

### I lais
Il capolavoro di Maria è una raccolta di dodici lais, scritti tra il 1160 e il 1175, brevi racconti in ottosillabi a rima baciata, dei quali il più corto è il Lai du Chievrefoil, che narra un episodio della leggenda di Tristano e Isotta in 118 versi, e il più lungo è l'Eliduc di 1184 versi. Secondo il filologo D'Arco SIlvio Avalle, l'ottosillabo deriverebbe dal dimetro giambico, metro caratterizzato da un ritmo veloce. 
L'etimologia della parola "lai" (singolare di "lais") è tuttora incerta. Una delle ipotesi più credibili è la derivazione dalla parola (ricostruita) celtica "laid" col significato di "canto" da cui deriverebbe anche il tedesco "lied" (canto). Questa ipotesi etimologica è supportata dal fatto che i lais venivano cantati o recitati con l'accompagnamento di arpa o viella. Il dittongo –ai si pronuncia [ε], monottongamento molto precoce nel francese antico.
I lais di Maria di Francia presentano un prologo in forma poetica, cosa molto frequente durante il Medioevo, epoca in cui anche testi didattici, filosofici e precettistici venivano redatti in versi. Il metro usato per questi componimenti è l'ottosillabo. Questi racconti in versi presentano ciascuno un breve prologo e un epilogo e una struttura costante: un'introduzione, uno svolgimento e una conclusione.
I luoghi citati a volte sono mitici, in altre occasioni reali.
Le fonti dei suoi componimenti sono diverse: in alcuni lais si tratta di fonte orale, in altre di fonte scritta, mentre altre volte la storia viene presentata semplicemente con l'accenno dell'Autrice: "Secondo il racconto che conosco". Maria dichiara nel prologo di aver scritto i suoi testi derivandoli da leggende bretoni: in effetti uno solo è propriamente arturiano, il Lai de Lanval, in cui compaiono eroi tipici del mondo arturiano, come Galvano e Ivano. 
Tutti i suoi racconti narrano vicende d'amore, spesso adultero, che sono poi sistematicamente il motore dell'"aventure" che si svolge sullo sfondo del mondo reale, ma che vedono la presenza di elementi del meraviglioso, mescolando tematiche e tono cortesi alla magia delle leggende celtiche, a immagini e topoi evangelici e a elementi tipicamente ovidiani.
Alcuni dei lais possono essere raggruppati secondo un tema dominante, per esempio: Yonec, Lanval e Bisclavret sono accomunati dalla presenza del paranormale, Milun e Fresne dalla tematica del rapporto genitori-figli e Deus amanz e Laustic dall'amore triste.
I protagonisti non sono grandi eroi o famosi re, ma semplici cavalieri e semplici dame spesso in situazioni drammatiche che tendono a ripresentarsi in situazioni topiche, come il caso della donna malmaritata, del marito vecchio e geloso, dei genitori che allontanano il figlio e di luoghi magici riservati a iniziati. Nei lais afferma di aver trovato la vena poetica nel bisnonno Guglielmo IX il Trovatore.
La raccolta di lais, nell'ordine tramandato dal manoscritto Harley 978, presenta i seguenti testi:
- Prologo. Nel prologo l'Autrice afferma di aver ricavato la materia da leggende bretoni. Un solo Lai è, infatti, propriamente arturiano: Lanval. Questo prologo è tramandato dal codice Harley 978 (siglato H), redatto in un monastero anglonormanno in Inghilterra nella seconda metà del XII secolo. Verosimilmente, il prologo è stato scritto dopo i lais e contiene costanti riferimenti alle auctoritas evangeliche e tardo latine. L'Autrice ricorre al topos della sapienza come lucerna, e come tale va tenuta in alto, in modo da portar luce a quante più persone possibili.
- Lai de Yonec. Risalente a un'antica leggenda irlandese del IX sec., racconta la storia dell'amore adulterino con elementi fantastici.
- Lai de Frêsne. In seguito a un parto gemellare, Fresne (Frassino), giovane dolce e remissiva, viene abbandonata. Questo lai è accomunato a Milun dalla tematica dello scontro generazionale. I modelli sono rintracciabili nella commedia nuova di Menandro e Terenzio.
- Lai du Chaitivel (Quattre dols). “Cattivello”, detto anche “Quatre dols” (Quattro dolori). Sviluppa il tema della donna affascinante, seduttiva e pericolosa.
- Lai de Lanval. È accomunato a Yonec dalla presenza del meraviglioso. È la storia di una fata che si innamora di un essere umano e che lo porterà con sé ad Avalon. Presenta numerosi elementi arturiani. I modelli vanno rintracciati in racconti biblici e classici, come Fedra e Ippolito.
- Lai de Milun. Il tema dominante è quello dello scontro genitori-figli. Milun, nato da una relazione extraconiugale, viene fatto allevare dalla zia lontana. Come in Frêsne, anche qui appare il motivo del segno di riconoscimento di impronta arturiana.
- Lai des deus Amanz. Sviluppa il tema dell'amore e morte, con modelli rintracciabili in “Piramo e Tisbe”.
- Lai d'Eliduc. Versione con patina bretone del tema del marito con due mogli. L'etimologia del nome va ricondotta a “Eles deus” .
- Lai du Bisclavret. Narra la storia di un uomo che si trasforma in lupo. I modelli che hanno ispirato questo lai si possono rintracciare in Erodoto, Plinio e Petronio. L'etimo del nome è incerto; secondo Rychner, deriverebbe da “bleiz lavaret” (lupo parlante); un'altra ipotesi è da “bisc lavret” (coi calzoni corti).
- Lai de Guigemar.  Figlio di un vassallo del re di Bretagna, Guigemar è un cavaliere valoroso, ma incapace di amare. Una cerbiatta da lui colpita a morte lo maledice, predicendogli che potrà guarire dalla ferita che la sua stessa freccia gli ha inferto quando troverà una donna che lo ami e sia da lui riamata.
- Lai d'Equitan. Un cavaliere si innamora della moglie del vassallo, e quindi, insieme alla donna, tenta di uccidere il marito di lei, ma il piano va male e saranno loro a morire. Si ha in questo lai un ricorso al triviale e si riscontra la presenza di un proverbio finale. Il tono sardonico che lo caratterizza lo accomuna a Chaitivel.
- Lai du Chievrefoil. Narra un episodio della storia di Tristano e Isotta assente negli altri manoscritti che tramandano la vicenda, a eccezione di un riecheggiamento in un codice tedesco.
- Lai du Laustic o Lai de l'eostic (dal bretone eostig = "usignolo"). Tratta dell'amore contrastato e, come Yonec, della figura della malmaritata. È presente il motivo antico del cuore mangiato.

### Favole
Oltre che dei Lai, Maria di Francia è autrice di un Ysopet, una raccolta di favole esopiche in prosa (scritte tra il 1167 e il 1189): si tratta del primo adattamento in lingua francese delle favole di Esopo (di qui il termine ysopet), o che si presumeva fossero sue. La principale fonte degli ysopet di Maria è la silloge Romulus in lingua latina. Maria attinse tuttavia anche a un volgarizzamento in antico inglese, attribuito ad Alfredo il Grande. Il genere si è sviluppato in epoca medievale, soprattutto nella Piccardia (da qui la "i" del termine "fabliaux" che, derivando dal latino "fabula", avrebbe invece dovuto evolversi in "fableau").

### L'espurgatoire de saint Patrice
Ossia "Il Purgatorio di San Patrizio", che narra delle sofferenze del Purgatorio, inserendosi nella tradizione dei viaggi nell'Aldilà.

## Traduzioni italiane
- I lai di Maria di Francia, traduzione di Ferdinando Neri, Torino, Chiantore, 1946
- Maria di Francia, Lais, a cura di Salvatore Battaglia, Napoli, Morano, 1948.
- Maria di Francia, I lai, introduzione e traduzione di Mario Olivieri, Milano, MIRCU, 1967
- Maria di Francia, Lais, a cura di Giovanna Angeli, Milano, Mondadori, 1983; Parma, Pratiche, 1992; Milano-Trento, Luni, 1999; Roma, Carocci, 2003
- Maria di Francia, I Lais. Storie medievali in versi, a cura di Luciana Cocito, Milano, Jaka Book, 1993
- Maria di Francia, Il purgatorio di san Patrizio, edizione critica, traduzione, commento e note a c. di S. M. Barillari, Alessandria, Edizioni dell’Orso, 2004